# Leonhardi-Museum

Gebäude des Leonhardi-Museums

Das Leonhardi-Museum befindet sich in der ehemaligen Hentschelmühle („Rothe Amsel“) im Dresdner Stadtteil  Loschwitz. Das Museum ist nach dem Stifter des Museums, dem spätromantischen Landschaftsmaler Eduard Leonhardi (1828–1905) benannt. Seit 1991 ist das „Leo“ eine Galerie der Landeshauptstadt Dresden und zeigt wechselnde Ausstellungen zeitgenössischer Kunst sowie eine kleine Präsentation der Bilder Leonhardis.

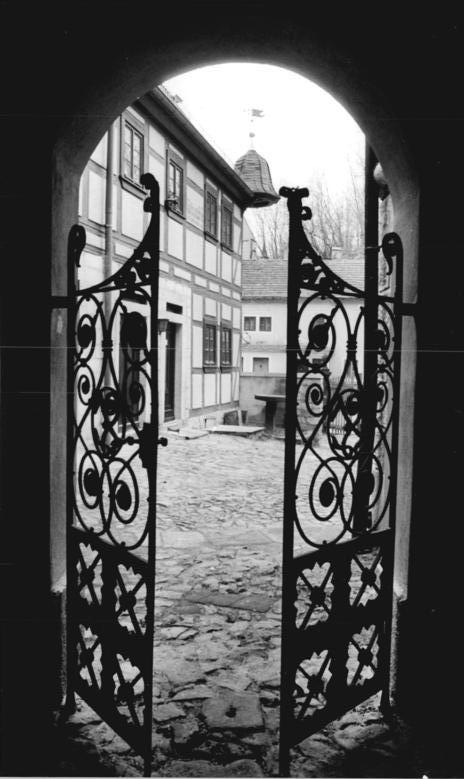
Blick in den Innenhof des Leonhardi-Museums

Nicht zu verwechseln ist das Gebäude mit dem nahen Künstlerhaus Dresden-Loschwitz.

## Geschichte
Bereits im 16. Jahrhundert bestanden einige Wassermühlen im Loschwitzgrund, darunter auch die Hentschelmühle, das spätere Museumsgebäude. Sie war dabei die am tiefsten gelegene Mühle und gehörte von 1785 bis zum Kauf durch die Familie Leonhardi im Jahr 1879 der Müllerfamilie Hentschel.
Zunächst nur als Wohnhaus genutzt, wurde die Mühle 1882–84 als Atelier und Ausstellungsort umgebaut und sollte nach dem ursprünglichen Konzept als Künstlerhaus zur kostenfreien Miete für junge bzw. arme Kunstschaffende genutzt werden. Der Plan wurde nicht ganz verwirklicht, doch der hochbegabte Maler Charles Palmié (1863–1911) wohnte längere Zeit in der inzwischen benannten Roten Amsel, die er auch mit allerlei Sprüchen und historischem Zierrat beschmückte. Der Name entstand nach einem Fest im Amselgrund in der Sächsischen Schweiz. Die namensspendende rote Amsel befindet sich indes an der Laterne unter einer hölzernen Ritterfigur.
Claus Weidensdorfer, Manfred Schubert, Fritz Skade, Horst Weber und Günter Tiedeken gründeten im September 1963 ein „Aktiv bildender Künstler des Stadtbezirks Dresden-Ost“, mit der Absicht im Oberlichtsaal vom Ateliergebäude des spätromantischen Malers Eduard Leonhardi Ausstellungen durchzuführen. Fortan wurde das unter dem Namen Leonhardi-Museum betriebene Ausstellungsgebäude bis 1990 vor allem von jungen Künstlern für öffentliche Präsentationen ihrer Werke genutzt. Besonders die unter Leitung von Eberhard Göschel veranstalteten Ausstellungen zwischen 1974 und 1978 führten zu zahlreichen Konflikten mit der offiziellen Kulturpolitik der DDR. Das waren Ausstellungen mit Werken von Künstlern wie Herbert Kunze, Peter Herrmann, Jürgen Böttcher, gen. Strawalde, Horst Leifer, Otto Möhwald, Lothar Böhme und Claus Weidensdorfer.
Von 1991 bis Frühjahr 2002 führte die Malerin und Restauratorin Ulrike Haßler-Schobbert im Auftrag des Kulturamts der Stadt Dresden die städtische Galerie mit musealem Teil unter dem ursprünglichen Namen Leonhardi-Museum. Während der Umbauarbeiten von Herbst 2001 bis Frühjahr 2003 wurde der Ausstellungsbetrieb im Bräustüberl am nahen Körnerplatz durchgeführt. Im Herbst 2003 wurde das Leonhardi-Museum nach der Renovierung mit einer Ausstellung über Hermann Glöckner wiedereröffnet.
Das Museum ist heute dank der Erbengemeinschaft Leonhardis und den Bemühungen der Stadt Dresden eine städtische Galerie und wird meist im 6-Wochen-Rhythmus neu ausgestaltet. Im Obergeschoss befindet sich eine Sammlung mit Bildern von Leonhardi. Seit 2002 ist Bernd Heise Leiter des Leonhardi-Museums.
Das Leonhardi-Museum ist ebenfalls ein Ort der Förderung und Aufführung Neuer Musik. Es ist Mitglied im KlangNetz Dresden. Regelmäßig treten zum Beispiel die Ensembles Neue Dresdner Kammermusik, Auditivvokal Dresden und das elole-Klaviertrio dort auf.

## Ludwig-Richter-Denkmal

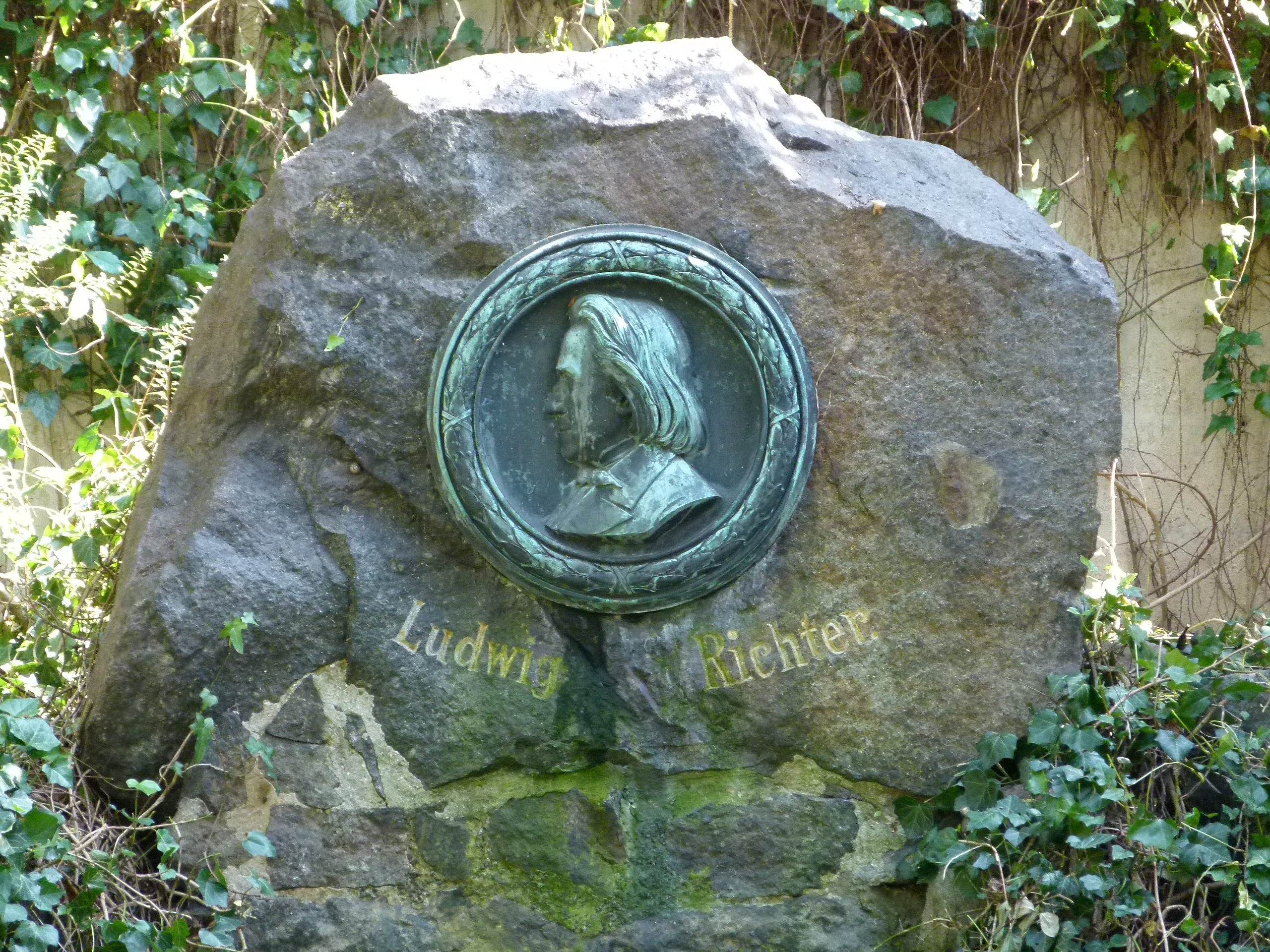
Gedenkstein zu Ehren von Ludwig Richter (1803–1884)

Im Garten befindet sich ein Gedenkstein zu Ehren von Ludwig Richter (1803–1884), der Leonhardi ein großes künstlerisches Vorbild war. Der Gedenkstein wurde vom damaligen Ortsverein Loschwitz im Jahre 1884 gewidmet. Eine entsprechende Inschrift befindet sich rechtsseitig am Denkmal.
Auf Initiative und unter Federführung des Ortsvereins Loschwitz wurde im Oktober 2024 das Denkmal saniert und die Inschriften neu vergoldet. Der Stadtbezirksbeirat Loschwitz stellte hierfür Fördermittel zur Verfügung.

## Personalausstellungen (Auswahl)
- 2001
  - Lutz Fleischer
- 2003
  - Hermann Glöckner
- 2004
  - Jürgen Schön
  - Cornelia Schleime
- 2005
  - Elke Hopfe
- 2006
  - Claus Weidensdorfer
  - Ralf Kerbach
  - Werner Stötzer
  - Matthias Hoch
- 2007
  - Olaf Nicolai
  - Max Uhlig
  - Arno Fischer
  - Elisabeth Ahnert
- 2008
  - Heinrich Zille
  - Lothar Böhme
  - Albert Wigand
- 2009
  - Chris Newman
  - Egon Pukall
  - Monika Brandmeier
- 2010
  - Evelyn Richter
  - Konrad Henker
  - Rainer Zille
  - Joachim Böttcher
- 2011
  - Jan Brokof
  - Sibylle Bergemann
  - Micha Ullman
  - Peter Makolies
- 2012
  - Carlfriedrich Claus
  - Peter Herrmann
  - Olaf Holzapfel
- 2013
  - Eberhard Göschel
  - Harald Hauswald
- 2014
  - Harald Metzkes
  - Hans-Theo-Richter-Preisträger
- 2018
  - Fritz Klemm
  - Joachim Richau
- 2019
  - Gerhard Kettner
  - Maix Mayer
  - Andreas Hegewald
- 2020
  - Barbara Klemm
  - Petra Kasten
  - Mark Lammert
- 2021
  - STRAWALDE
  - Helga Paris
- 2022
  - Ricarda Roggan
  - Manfred Zoller
  - Henriette Grahnert
- 2023
  - Jürgen Wenzel
  - Frank Höhler
  - Ekkeland Götze
  - Hendrik Silbermann
- 2024
  - Jürgen Köhler
  - Bernd Hahn
  - Wilhelm Müller
- 2025
  - Stefan Plenkers

## Trivia
Von Januar bis März 1989 war das Gebäudeensemble des Museums Drehort der 130. Folge "Trio zu viert" der Fernsehserie "Polizeiruf 110".
Auf dem Gelände ist eine kleine Population von Mauereidechsen beheimatet. 2022 konnten 25 Exemplare gezählt werden. Beliebtester Aufenthaltsort ist der lockere Steinhaufen unterhalb der Figur des Bergknappen.